# You Can't See Me
You Can't See Me (que em português poderia ser traduzido como Você não consegue me ver) é um primeiro álbum de o conhecido John Cena em parceria com o também rapper Tha Trademarc.

## Track List
1. My Time is Now letra
2. Don't Fuck With Us letra
3. Flow Easy (feat. Bumpy Knuckles) letra
4. Right Now letra
5. Make it Loud letra
6. Just Another Day letra
7. Summer Flings letra
8. Keep Frontin' (feat. Bumpy Knuckles) letra
9. We Didn't Want You to Know letra
10. Bad, Bad Man (feat. Bumpy Knuckles) letra
11. Running Game letra
12. Beantown (feat. Esoteric) letra
13. This is How We Roll letra
14. What Now letra
15. Know The Rep (feat. Bumpy Knuckles) letra
16. Chain Gang is the Click letra
17. If it All Ended Tomorrow letra

## Clipes
- "Bad, Bad Man"

"Este vídeo é inspirado no seriado de TV Esquadrão Classe A"
- "Right Now"

## Singles
1. "My Time Is Now"
2. "Bad Bad Man (featuring Bumpy Knuckles)"
3. "Right Now"